# Orcya supra
Orcya supra är en fjärilsart som beskrevs av Johnson 1990. Orcya supra ingår i släktet Orcya och familjen juvelvingar. Inga underarter finns listade i Catalogue of Life.